# توماس أ. جونز
توماس أ. جونز (بالإنجليزية: Thomas A. Jones)‏ هو قاضي ومحامي أمريكي، ولد في 4 مارس 1859، وتوفي في 31 أغسطس 1937 في كولومبوس في الولايات المتحدة.